# Siv Kaspersen
Siv Kaspersen, född 18 juli 1966 i Oslo, är en norsk diplomat. Hon har avlagt cand. polit. examen och har arbetat inom utrikestjänsten sedan 2005.
Kaspersen var handläggare vid Forsvarsdepartementet 1996–2005 och underdirektör vid Utrikesdepartementet 2013–2017. Hon tjänstgjorde som ministerråd i Islamabad 2017–2019 och är sedan 2019 Norges ambassadör i Juba (Sydsudan).